# کهن‌شاپرک‌واران نیوزلند
کهن‌شاپرک‌واران نیوزلند (نام علمی: Mnesarchaea) نام یک سرده از راسته پروانه‌سانان است.